# Río Cahuinari
Der Río Cahuinarí ist ein Fluss im Südosten Kolumbiens und der rechte Hauptzufluss des Río Caquetá (in Brasilien Rio Japurá genannt). Der Río Cahuinarí entspringt im Departamento Amazonas, fließt zunächst nach Südosten und schließlich vor der Mündung in den Río Caquetá nach Nordosten.
Auf beinahe seinem gesamten kurvenreichen Verlauf bildet der Río Cahuinarí die natürliche Grenze zwischen den  corregimientos La Chorrera und Puerto Santander. In seinem Unterlauf durchquert er den kolumbianischen Nationalpark Cahuinarí.
Wie alle Nebenflüsse des Río Caquetá/Rio Japurá ist der Río Cahuinarí sehr wasserreich.